# مقام عبد الرحمن بن عوف
مقام عبد الرحمن بن عوف، هو مقام يُنسَب للصحابي عبد الرحمن بن عوف، موجود في منطقة الجبيهة، شمال العاصمة الأردنية عمان. وهذا المقام ليس ضريحًا، بل تِذكاراً يُشير إلى إقامته في هذه المنطقة، أو مرورِه منها، وهو في بلاد الشام.

## معرض الصور

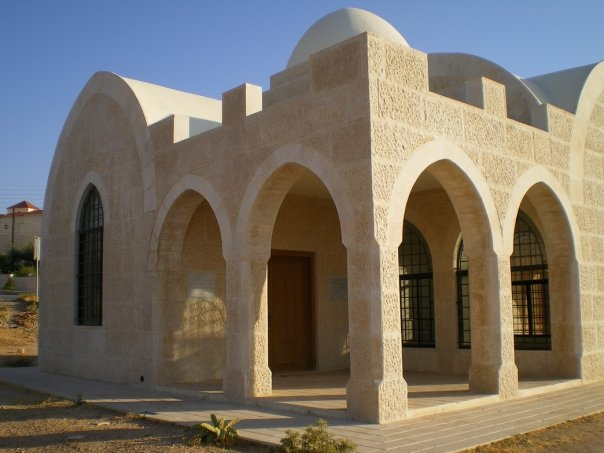
المبنى المشيد حول ضريح عبد الرحمن بن عوف.
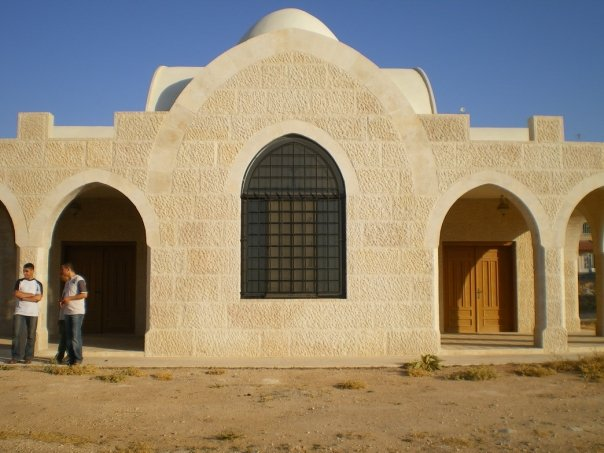
صورة للمبنى من الأمام
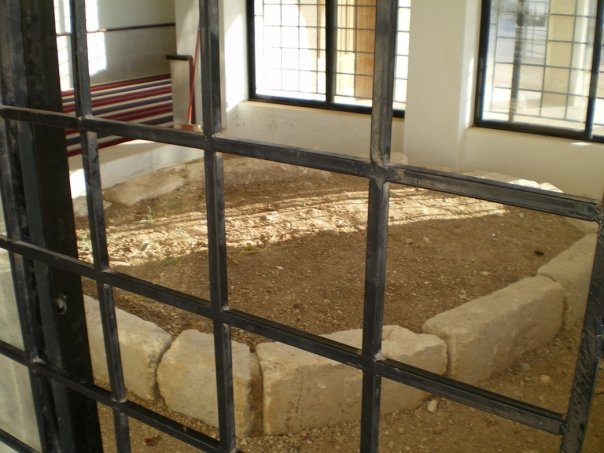
صورة للقبر
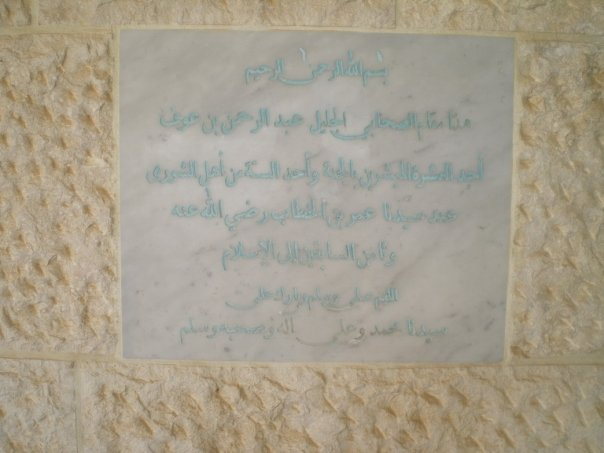
لوح رخام كتب عليه معلومات عن المكان
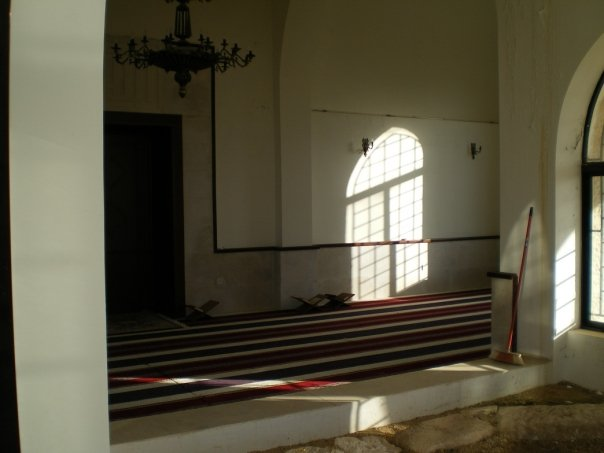
صورة للمبنى من الداخل
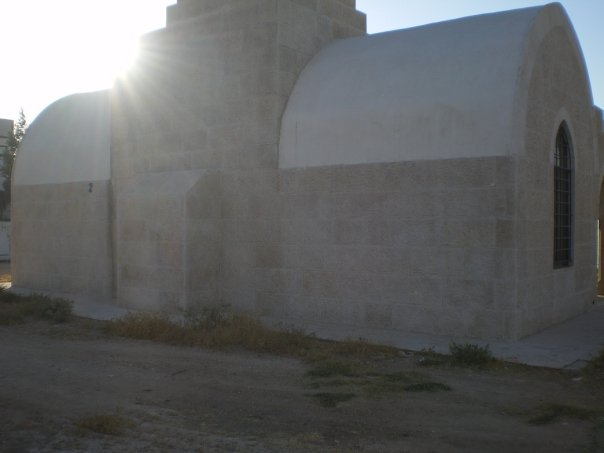
صورة للمبنى من الخلف